# Стара добра оргія
«Стара добра оргія» (англ. A Good Old Fashioned Orgy) — американський комедійний фільм режисера Алекса Грегорі й Пітера Хайка 2011 року.

## Зміст
Ерік дуже любить вечірки й сам великий майстер їх влаштовувати, попри те, що йому йде четвертий десяток. Організовує він все у будинку свого батька, тому рішення того продати будівлю стало для героя справжнім шоком. Та нічого не поробиш і Ерік вирішує хоча б провести одну масштабну і розкуту вечірку, яку кожен учасник запам'ятає на все життя.

## Ролі
- Джейсон Судейкіс — Ерік
- Леслі Бібб — Келлі
- Лейк Белл — Елісон
- Мішель Борт — Сью Пламмер
- Нік Кролл — Адам
- Тайлер Лебін — Маккруден
- Анджела Сарафян — Іва
- Ліндсей Слоун — Лаура
- Мартін Старр — Даг Дукес
- Різ Койро — Маркус
- Люсі Панч — Кейт
- Вілл Форте — Гленн
- Дон Джонсон — Джеррі Кепплер
- Девід Кокнер — Вік Джордж
- Лін Шей — Доді